# راهزاد
راهزاد (بالفارسية: راهزاد)، ويعرف في المصادر البيزنطية باسم رازاتيس (باليونانية: Ῥαζάτης) هو قائد فارسي من أصول أرمنية، خدم الملك الساساني كسرى الثاني. قُتل في معركة نينوى (إحدى معارك الحرب الساسانية-البيزنطية التي امتدت بين عامي 602 و 628م) سنة 627، إثر مبارزة فردية مع هرقل، إمبراطور الروم.